# Đội Cung
Đội Cung (1903–1941) hay Nguyễn Văn Cung, là một thủ lĩnh của cuộc binh biến của một số binh sĩ lính khố xanh ngày 13 tháng 1 năm 1941 tại Nghệ An, chống lại thực dân Pháp.

## Thân thế và sự nghiệp
Tên thật của Đội Cung là Trần Văn Cung, sinh năm 1903. Cha của ông là Trần Công Dậu, người ở Long Trì, huyện Kỳ Anh, tỉnh Hà Tĩnh, một người yêu nước bị thực dân Pháp giết hại. Mẹ ông là người họ Nguyễn, ở làng Hạc Oa, Đông Sơn, Thanh Hóa nay là làng Hạc oa, phường Đông Cương, thành phố Thanh Hóa. Ở tài liệu khác lại ghi cha ông là Cử nhân Trần Công Thưởng, quê ở làng Long Trì, nay là xã Kỳ Phú, huyện Kỳ Anh (Hà Tĩnh), mẹ là bà thiếp Lương Thị Uyên quê làng Thổ Sơn (tên gọi khác của Làng Hạc Oa), huyện Đông Sơn (Thanh Hóa).
Ông sinh ở quê mẹ khi cha ông làm tri huyện Đông Sơn. Từ nhỏ, do được một người họ Nguyễn nhận làm con nuôi nên lấy tên là Nguyễn Văn Cung (Theo Từ điển Hà Tĩnh, từ điển Bách Khoa và cuốn lịch sử xã Tràng Sơn) Khi ông sinh ra, được người cậu ruột nhận làm con nuôi và đưa về quê ngoại, nên ông lấy theo họ bên ngoại là Nguyễn Văn Cung Một số tài liệu ghi tên ông là Nguyễn Tri Cung.
Khi trưởng thành, ông tham gia lực lượng lính khố xanh khi mới 23 tuổi tại Nghệ An và thăng dần lên chức Đội (tương đương Trung sĩ). Khi thực dân Pháp có ý định điều một số đội lính khố xanh tại Nghệ An sang chiến đấu tại Lào, các binh sĩ tại đây đã hoang mang và bất mãn. Ngày 8 tháng 1 năm 1941, Đội Cung được điều động từ Vinh về đồn Chợ Rạng (Thanh Chương, Nghệ An) thay cho viên đồn trưởng người Pháp là Alonzo.
Đêm 13 tháng 1 năm 1941, ông cùng 11 lính đồn Chợ Rạng tiến về Đô lương giết viên đồn trưởng Pháp ở đồn Đô Lương rồi cùng 25 lính ở đây tiến về Vinh ngay trong đêm đó với mục đích chiếm Trại Giám Binh Desrioux ở thành Nghệ An và sau đó phát triển ra các nơi khác. Do bị lộ nên không chiếm được trại Giám Binh Desrioux ở Vinh. Nghĩa binh bị đàn áp, binh biến chấm dứt. Riêng Đội Cung thoát được lẩn trốn một thời gian, nhưng do có chỉ điểm nên một tháng sau ông bị bắt khi vào nhà Tống Gia Liêm, khu vực Cổng Chốt..
Cuối tháng 2 năm 1941, Toà án binh Hà Nội đã xử án 51 bị can trong vụ khởi nghĩa Rạng - Đô Lương. Đội Cung, Cai Vỵ cùng 9 người lính khác bị kết án tử hình, 12 người bị án chung thân, 2 người bị án 20 năm khổ sai... Sáng 25 tháng 4 năm 1941, thực dân Pháp tiến hành cuộc hành quyết Đội Cung và 10 đồng đội của ông ở Vinh.
Báo "Cởi ách" của Tỉnh ủy Đảng Cộng sản Đông Dương Nghệ An ra ngày 20 tháng 2 năm 1941 viết: 
| “               | Cuộc binh biến chợ Rạng - Đô Lương thất bại nhưng nó có tác dụng kích thích tinh thần ái quốc của đồng bào ta, làm cho đế quốc Pháp bối rối, làm cho ai nấy đều hiểu rằng anh em binh lính cùng đi với dân chúng trong Mặt trận Phản đế. Đồng thời nó cũng dạy cho chúng ta một bài học muốn đánh đuổi đế quốc ra khỏi xứ, cần phải có sự thống nhất hàng ngũ các giới. | ” |
| — Báo "Cởi ách" | |   |

Phần mộ Đội Cung hiện nay ở phía ngoài cửa Hữu thành Nghệ An cũ.
Năm 1934, ông lập gia đình với bà Mai Thị Doan, người làng Tùng Ảnh, huyện Đức Thọ, Hà Tĩnh. Ông bà có với nhau hai người con gái tên là Nguyễn Thị Châu và Nguyễn Thị Thu Lan. Cả hai người con gái của ông đều theo nghề dạy học. Người con đầu đã mất năm 1977 còn người con gái út Nguyễn Thị Thu Lan nay đã nghỉ hưu, sống tại Hà Nội và vẫn thường xuyên về Vinh chăm sóc mộ phần cha.
Tên Đội Cung được đặt cho các con phố ở Hà Nội (Quận Hai Bà Trưng), Vinh, Huế, Thanh Hóa và Thành phố Hồ Chí Minh (Quận 11).